# Rennepont
Rennepont là một commune in the Haute-Marne department in north-eastern Pháp.

## Geography
The Aujon forms most of the commune's southern border.